# Benia Guedah Ceder
Benia Guedah Ceder est un camp romain tardif dont les troupes étaient chargées de la sécurité et de la surveillance du col de Tebaga, à l'arrière du Limes Tripolitanus, dans la province d'Afrique proconsulaire. Le petit fortin est situé sur le côté sud du col, dans le gouvernorat de Gabès, au sud de la Tunisie.
Construit dans une région éloignée, à 150 mètres d'altitude, il est conservé dans un état remarquable malgré le vol de pierres.

## Emplacement

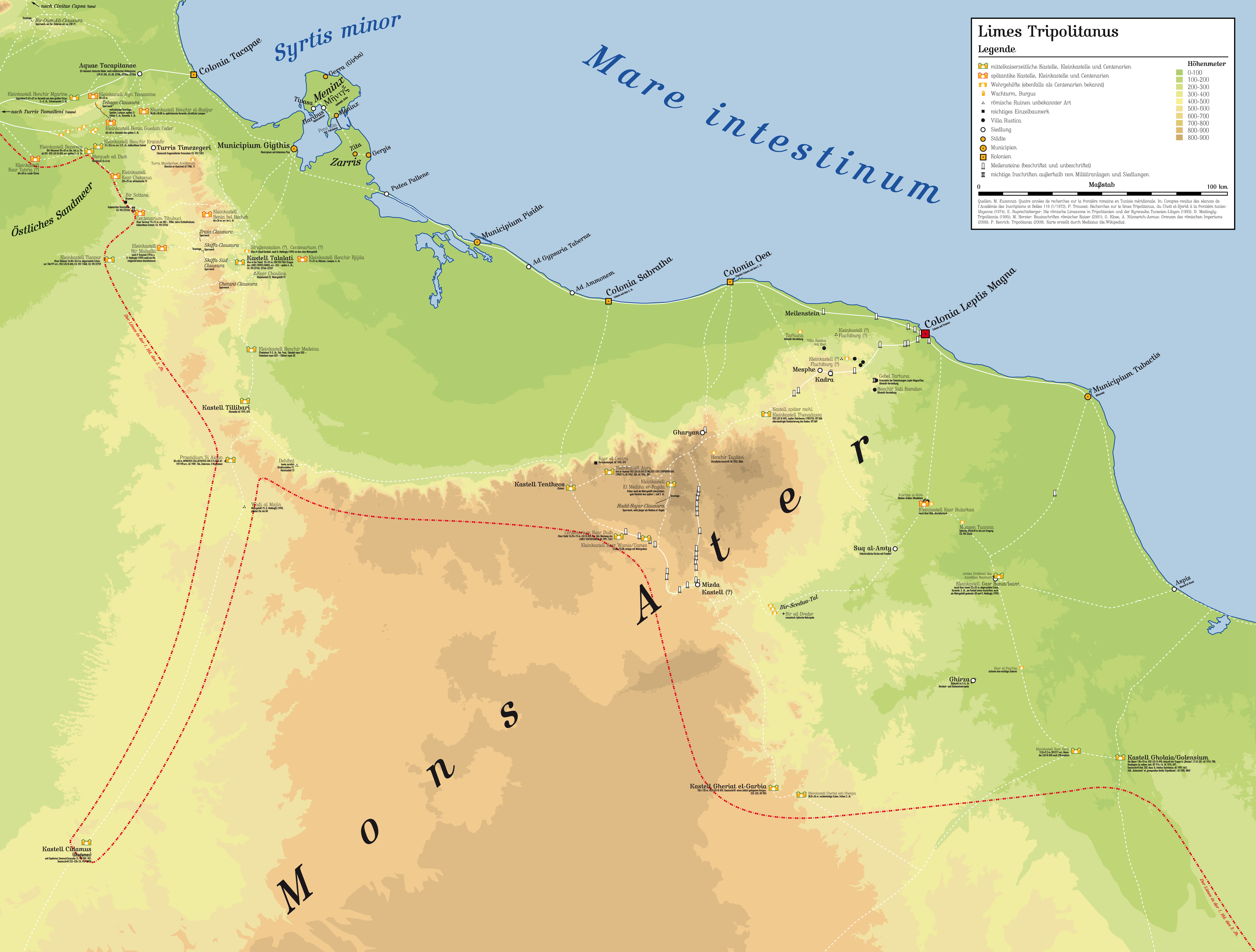
Situation du fortin dans le dispositif du Limes Tripolitanus

Au sud-est du système de défense du col de Tebaga, aménagé dans une plaine fertile au milieu d'une zone semi-désertique, le camp se dresse au pied des monts de Matmata qui forment l'extrémité nord du Djebel Dahar. L'unité qui y est cantonnée était chargée de la surveillance du col. C'est pourquoi une fortification, équipée d'un mur, de fossés et de tours de guet, a été aménagée par les Romains à travers la vallée.
L'extrémité sud du mur se trouve sur le Djebel Melab, au pied des monts de Matmata, son extrémité nord se trouvant sur la crête du Djebel Tebaga. Le seul passage, flanqué de deux tours, était situé dans un oued un peu au nord de Benia Guedah Ceder.

## Datation et fouilles
Comme le montrent des lampes à huile découvertes en 1904 au passage du col, ce dernier pourrait avoir été aménagé dès la fin du IIe siècle. Dans les années 1970, l'archéologue Pol Trousset date la fortification du milieu du IVe siècle, hypothèse que la découverte en 1982 de céramiques datées de la fin du IIIe siècle n'a pu confirmer. De plus, le manque de preuves épigraphiques rend difficile une datation plus précise.
Le fortin de forme rectangulaire, mesurant soixante mètres sur quarante, est mentionné très tôt par des chercheurs français, mais n'est fouillé qu'entre 1902 et 1904 par un officier, le capitaine Raymond Donau.

## Construction
Les constructeurs ont érigé le camp à l'aide de pierres de taille d'une qualité remarquable. Dans les angles sud, est et ouest, des tours rectangulaires, qui s'avancent bien au-delà du mur d'enceinte, ont été élevées. Une seule tour intermédiaire, structurellement similaire, a été construite sur le côté sud-ouest. Le fort possède une seule entrée étroite sur le côté sud-est, qui a été légèrement décalée par rapport au centre du camp. À l'intérieur, l'accès est conçu de telle façon à permettre de tenir en échec des assaillants qui auraient franchi la porte extérieure dans un petit espace intermédiaire coudé vers le nord-est. C'est seulement après avoir franchi la seconde porte que les ennemis auraient pu pénétrer à l'intérieur du camp.
Les fouilles du début du XXe siècle ont montré que l'épaisseur des murs atteint 60 à 80 centimètres. En raison du vol de pierres, la maçonnerie n'atteint qu'un à deux mètres de haut. Il semble que le mur de pierre construit au-dessus de cette maçonnerie de base était étroit, une rupture structurelle que Donau et d'autres chercheurs ont interprété comme la marque d'une rénovation à l'époque byzantine. Le petit bâtiment principal du camp, de forme rectangulaire et légèrement décalé par rapport à son centre, a été découvert sur le mur longitudinal ouest de l'enceinte. Sa partie arrière forme une unité avec celle-ci, la seule entrée ayant été percée sur le côté opposé. Ce bâtiment a également été construit en pierres de taille qui s'élevaient lors de leur découverte jusqu'à trois mètres de haut. Un espace dans cet édifice a été identifié comme une étable, où des abreuvoirs ont même été conservés. Les autres structures à l'intérieur du camp étaient essentiellement temporaires et consistaient en des éléments de petite maçonnerie presque complètement disparus. Donau y a relevé des traces de casernes et d'entrepôts lors de ses fouilles.

Benia Guedah Ceder en 2014
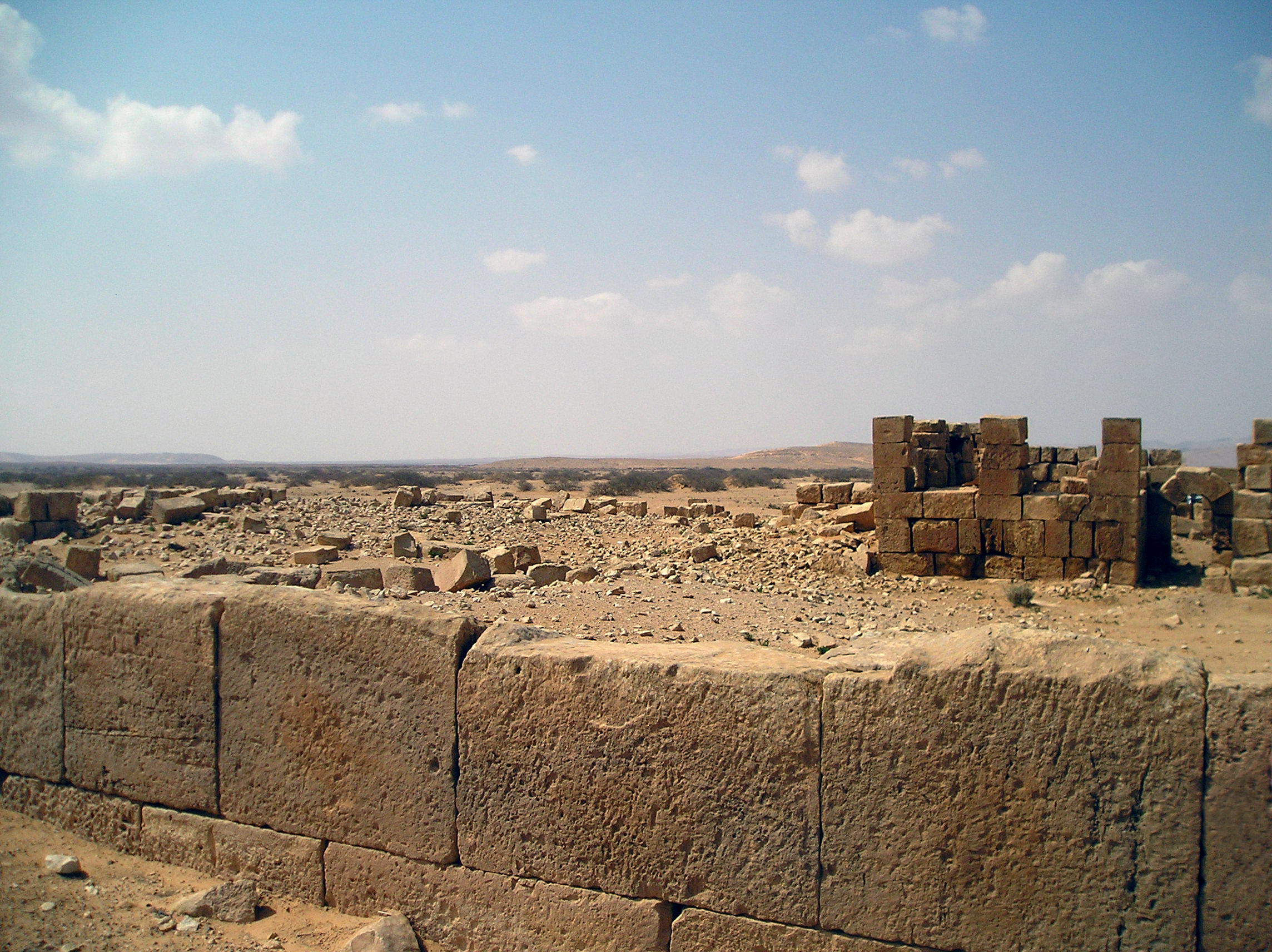
Mur de défense et bâtiment principal
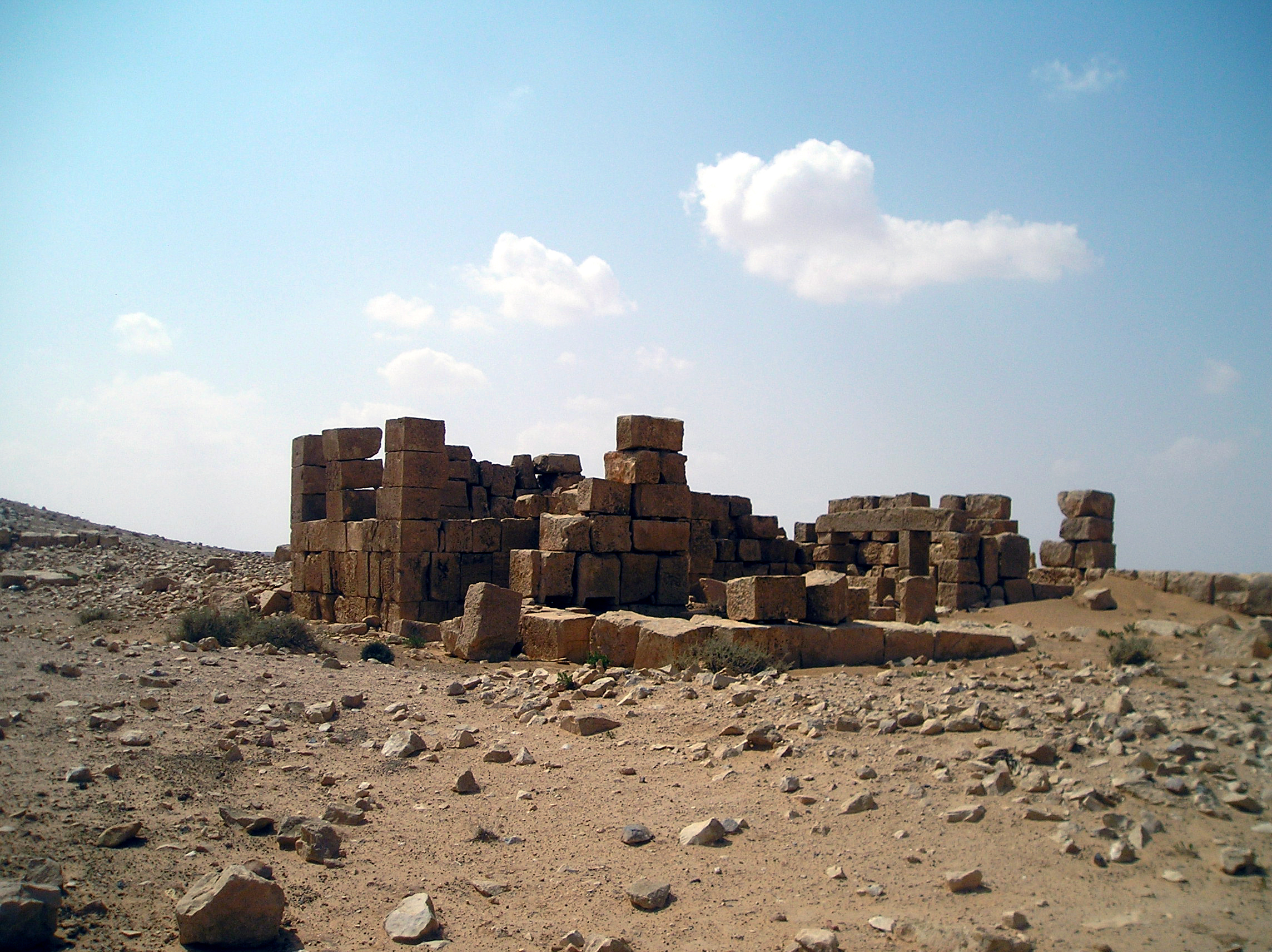
Bâtiment principal du nord-est
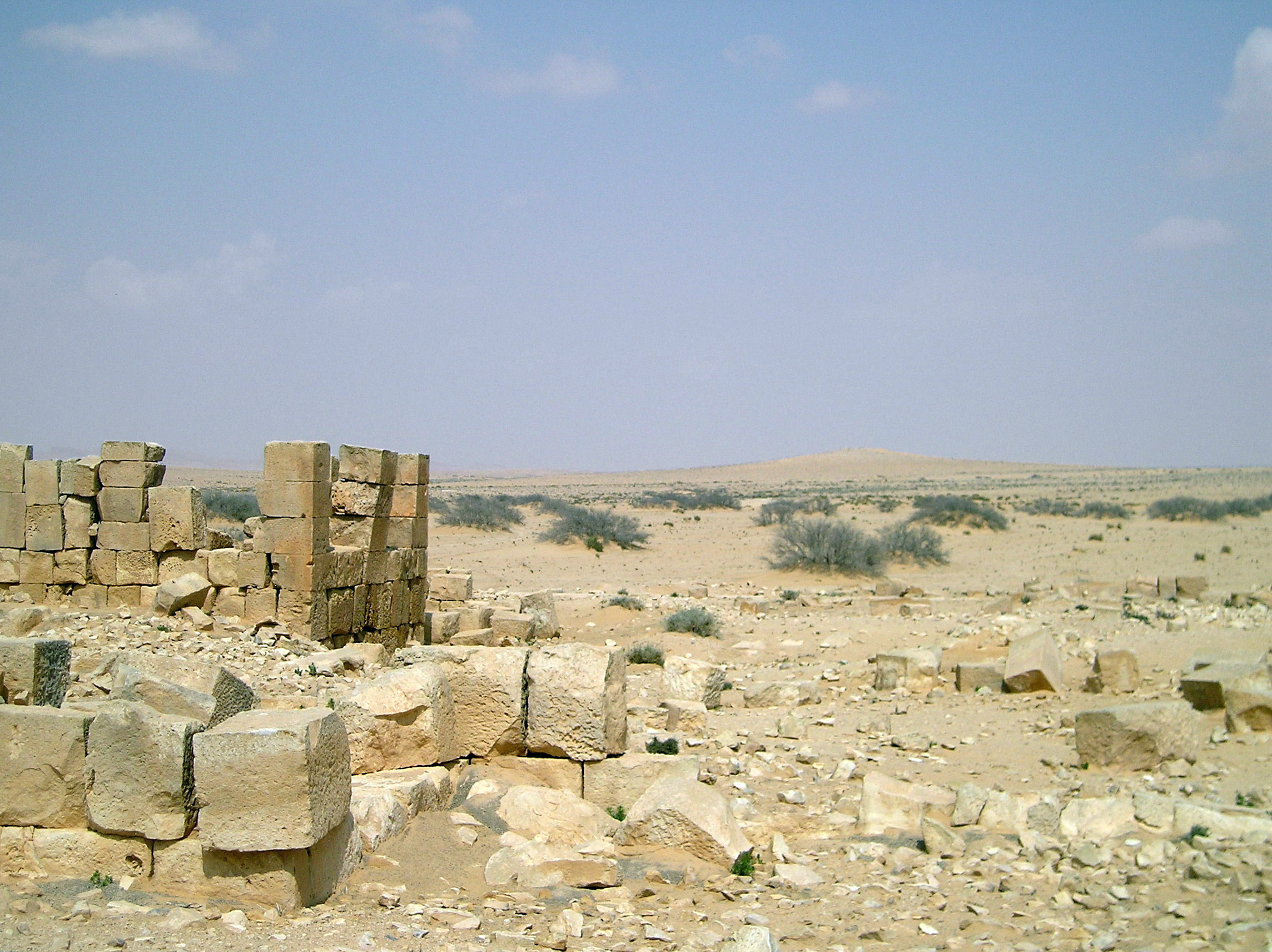
Bâtiment principal du sud-ouest
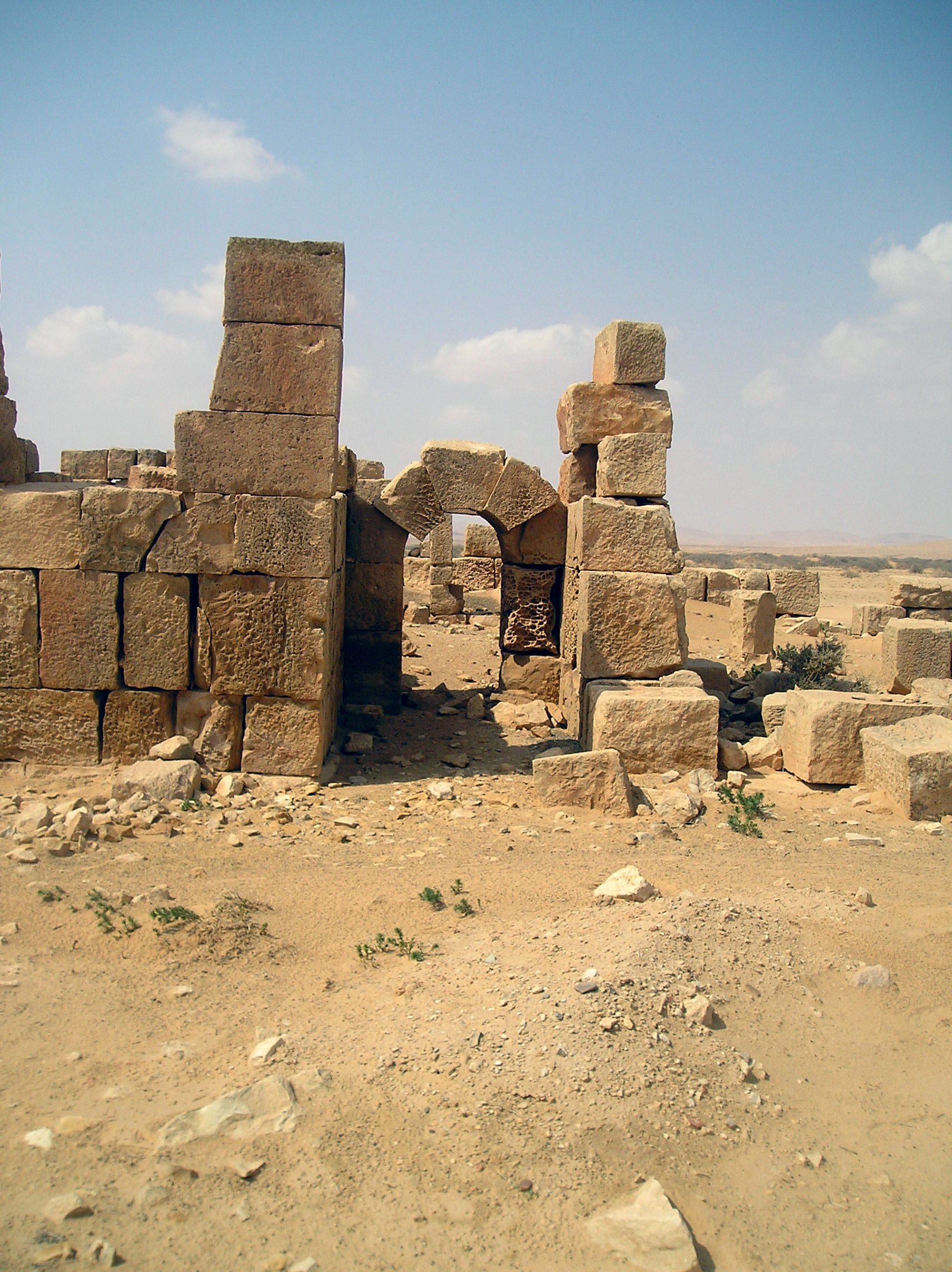
Entrée du bâtiment principal
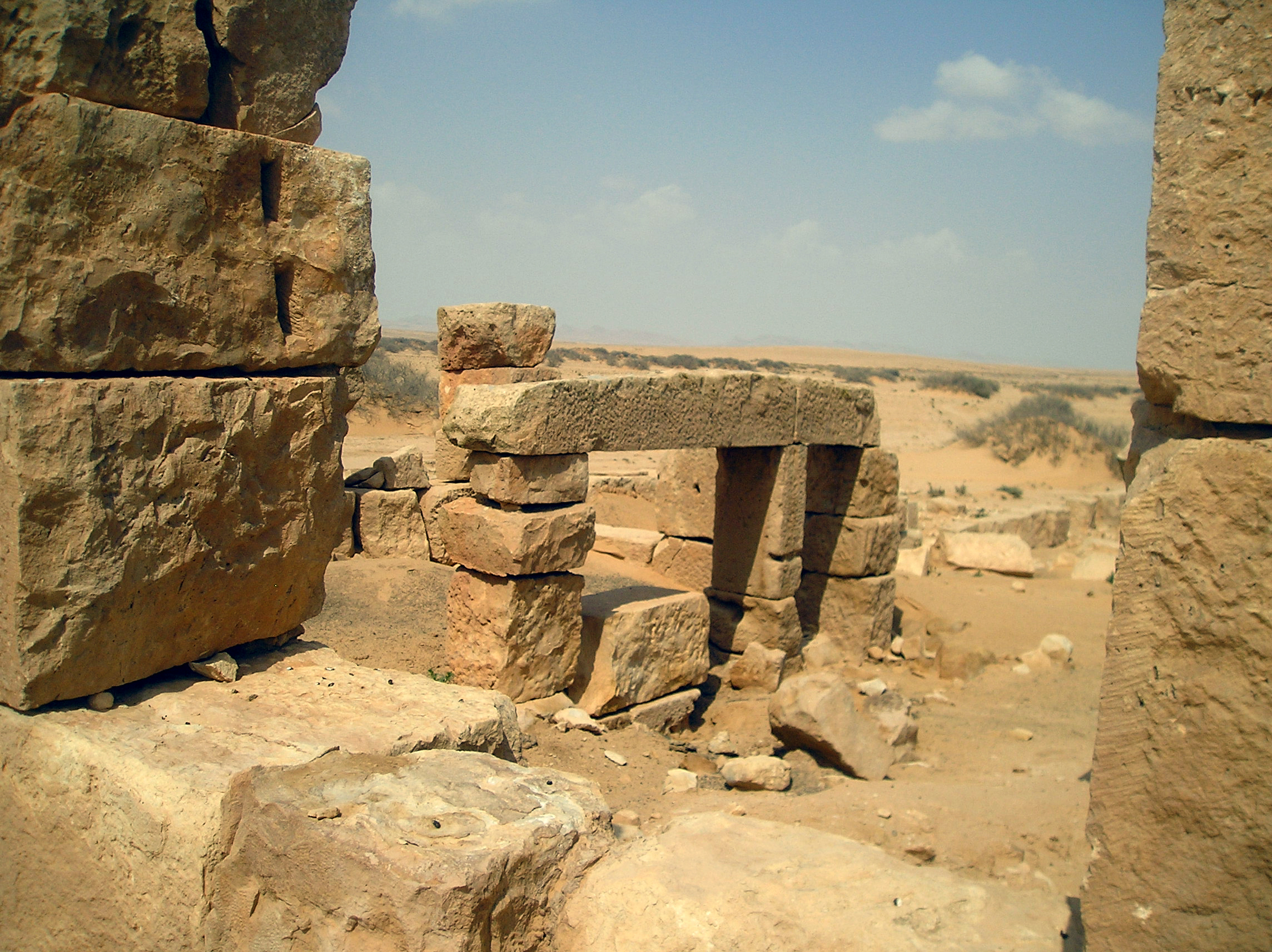
Intérieur du bâtiment principal